# Divoš (Chorwacja)
Divoš – wieś w Chorwacji, w żupanii osijecko-barańskiej, w gminie Ernestinovo. W 2011 roku liczyła 63 mieszkańców.